# Ludwig Stephinger
Ludwig Stephinger (* 15. Juli 1868 in Regensburg; † 16. Juli 1941 in Ebersberg) war ein deutscher Wirtschaftswissenschaftler und Hochschullehrer.

## Leben und Wirken
Ludwig Stephinger besuchte von 1888 bis 1889 die Kriegsschule in München und legte dort 1889 das Offiziersexamen ab. Aus Krankheitsgründen schied er 1896 als Premierleutnant aus dem bis dahin geleisteten Militärdienst aus. Auf dem Lyceum Freising studierte er zunächst von 1896 bis 1898 Katholische Theologie und absolvierte 1898 in München das Synodalexamen. Von 1898 bis 1890 studierte er dann Philosophie an der Universität Freiburg (Schweiz) und promovierte dort 1890 zum Dr. phil. Es folgte eine Tätigkeit als Journalist in München und Berlin von 1900 bis 1901 und als Generalsekretär des Rheinischen Bauernverbands bis 1903. Von 1903 bis 1908 widmete er sich dem Studium der Staatswissenschaften an der Universität Freiburg/Br. und promovierte dort 1908 zum Dr. rer. pol. Im Sommersemester 1908 und Wintersemester 1908/09 verbrachte er eine weitere Studienzeit an der Universität München. 1909 habilitierte er sich an der Eberhard Karls Universität Tübingen und erhielt dort die Lehrbefugnis für Nationalökonomie und Finanzwissenschaft. 1912 wurde er zum außerordentlichen Professor für Volkswirtschaftslehre und Statistik ernannt und lehrte in Tübingen bis 1921. Von 1921 bis 1937 lehrte er als ordentlicher Professor an der Deutschen Technischen Hochschule Brünn und trat dort 1937 in den Ruhestand.
In seinen Veröffentlichungen beschäftigte sich Stephinger vor allem mit der Theorie und Methodik der Volkswirtschaftslehre.

## Schriften
- Die Lehre von der menschlichen Person und ihrer Einheit bei Aristoteles und Thomas v. Aquin. Dissertation Universität Freiburg (Schweiz) 1903.

- Zur Methodik der Volkswirtschaftslehre (= Volkswirtschaftliche Abhandlungen der badischen Hochschulen, Ergänzungsband 9, Ergänzungsheft 5). Braun, Karlsruhe 1908 (Dissertation Universität Freiburg/Br.).
- Die Geldlehre Adam Müllers (= Tübinger staatswissenschaftliche Abhandlungen, Bd. 1). Enke, Stuttgart 1909 (Habilitationsschrift Universität Tübingen).
- Der Grundgedanke der Volkswirtschaftslehre und die Rententheorie Ricardos. Enke, Stuttgart 1910.
- Die Landwirtschaft mit ihren Nebengewerben. In: Paul Laband (Hrsg.): Handbuch der Politik, Bd. 2. Rothschild, Berlin/Leipzig 1912/13, S. 261–282.
- Versicherung und Gesellschaft. G. Fischer, Jena 1913.
- Wirtschaftsausschüsse als Aufklärungsorganisationen. Zur Ausfüllung einer Lücke der Staatsverfassung. Mohr, Tübingen 1917.
- Wert und Geld. Grundzüge einer Wirtschaftslehre. Mohr, Tübingen 1918.
- Grundsätze der Sozialisierung. Mohr, Tübingen 1919.
- Methodik der Volkswirtschaftslehre. In: Schmollers Jahrbuch für Gesetzgebung, Verwaltung und Volkswirtschaft, Bd. 52 (1928), S. 219–248.
- Systematik der Ökonomik (= Tübinger wirtschaftswissenschaftliche Abhandlungen, Folge 3, Bd. 11). Kohlhammer, Stuttgart 1931.